# Mark Petrovics Midler
Mark Petrovics Midler (oroszul: Марк Петрович Мидлер) (Moszkva, 1931. szeptember 24. –‎ Moszkva, 2012. május 31.) szovjet színekben olimpiai és világbajnok orosz tőrvívó, edző.